# Liste der Biografien/Schnu
Liste der Biografien |
Portal Biografien |
Personensuche
# |
A |
B |
C |
D |
E |
F |
G |
H |
I |
J |
K |
L |
M |
N |
O |
P |
Q |
R |
S |
T |
U |
V |
W |
X |
Y |
Z |
?
 
Sa |
Sb |
Sc |
Sd |
Se |
Sf |
Sg |
Sh |
Si |
Sj |
Sk |
Sl |
Sm |
Sn |
So |
Sp |
Sq |
Sr |
Ss |
St |
Su |
Sv |
Sw |
Sy |
Sz
 
Sca–Sce |
Sch |
Sci–Scz
 
Scha |
Schc |
Schd |
Sche |
Schg |
Schi |
Schj |
Schk |
Schl |
Schm |
Schn |
Scho |
Schp |
Schr |
Schs |
Scht |
Schu |
Schv |
Schw |
Schy
 
Schna |
Schne |
Schni |
Schno |
Schnu |
Schny
Die Liste der Biografien führt alle Personen auf, die in der deutschsprachigen Wikipedia einen Artikel haben. Dieses ist eine Teilliste mit 84 Einträgen von Personen, deren Namen mit den Buchstaben „Schnu“ beginnt.

## Schnu

### Schnub
- Schnübbe, Otto (1914–2000), deutscher lutherischer Geistlicher und Landessuperintendent

### Schnuc
- Schnuch, Josef (1906–1992), deutscher Unternehmer
- Schnuchel, Boris (* 1975), dänischer Handballspieler
- Schnückel, Sigrid Maria (* 1966), deutsche Theater- und Fernsehserienschauspielerin

### Schnud
- Schnuderl, Heinrich (* 1943), österreichischer römisch-katholischer Priester und Generalvikar der Diözese Graz-Seckau

### Schnuf
- Schnüffis, Laurentius von (1633–1702), österreichischer Prediger, Komponist, Lyriker und Erzähler

### Schnug
- Schnug, Ewald (* 1954), deutscher Agrarwissenschaftler, Hochschullehrer und Forscher mit Schwerpunkten in Pflanzenernährung und Bodenkunde
- Schnug, Léo (1878–1933), elsässischer Maler und Graphiker
- Schnugg, Nathaniel (* 1988), US-amerikanischer Tennisspieler

### Schnul
- Schnüll, Herbert (* 1898), deutscher politischer Funktionär
- Schnüll, Kristina (* 1977), deutsche Fußballtorhüterin
- Schnüll, Robert (1935–2023), deutscher Verkehrswissenschaftler, Hochschullehrer und Verkehrsplaner
- Schnülle, Sebastian (* 1970), deutsch-kanadischer Musher

### Schnup
- Schnuphase, Heinrich (1787–1870), Sattelmeister und Lebensretter des Königs Georg V. von Hannover
- Schnuphase, Rüdiger (* 1954), deutscher FußballspielerRüdiger Schnuphase (* 1954)

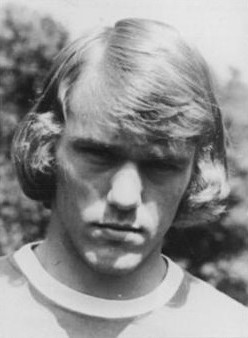
Rüdiger Schnuphase (* 1954)

- Schnupp, Peter (* 1934), deutscher Informatiker und einer der Gründer von Softlab

### Schnur
- Schnur, Brayden (* 1995), kanadischer Tennisspieler
- Schnur, David (1882–1948), österreichischer Orient-Tabakkenner und -einkäufer
- Schnur, Harry C. (1907–1979), deutsch-US-amerikanischer Altphilologe, Übersetzer und Autor
- Schnur, Horst (* 1942), deutscher Kommunalpolitiker
- Schnur, Ludwig (1909–1997), deutscher Journalist und Politiker (CVP, CDU)
- Schnur, Manfred (* 1951), deutscher Verwaltungsbeamter und Politiker (CDU)
- Schnür, Marie (1869–1934), deutsche Malerin, Illustratorin und Silhouetten-Künstlerin
- Schnur, Martin (* 1964), österreichischer Maler
- Schnur, Max (* 1993), US-amerikanischer Tennisspieler
- Schnur, Meghan (* 1985), US-amerikanische Fußballspielerin
- Schnur, Roman (1927–1996), deutscher Staatsrechtler
- Schnur, Toralf (* 1975), deutscher Politiker (FDP), MdL
- Schnur, Ulrich (* 1959), deutscher Politiker (CDU), MdL Saarland
- Schnur, Wolfgang (1944–2016), deutscher Jurist, Mitbegründer und Vorsitzender der Partei Demokratischer Aufbruch
- Schnura, André (* 1993), deutscher Saxophonist
- Schnurbein, Georg von (* 1977), deutscher Betriebswirtschaftler und Hochschullehrer
- Schnurbein, Katharina von (* 1973), deutsche Politologin, Koordinatorin der Europäischen Kommission zur Bekämpfung von AntisemitismusKatharina von Schnurbein (* 1973)

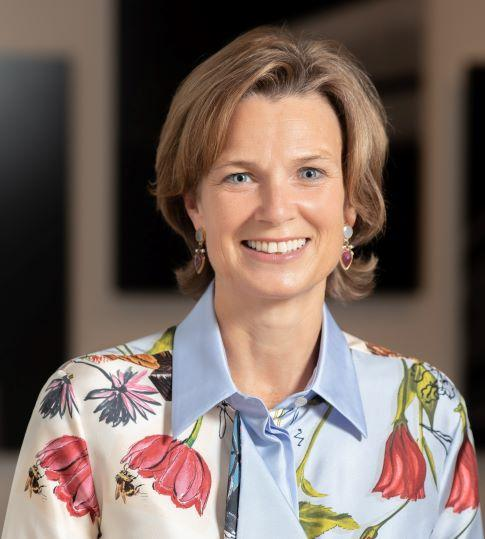
Katharina von Schnurbein (* 1973)

- Schnurbein, Siegmar von (* 1941), deutscher Archäologe und Hochschullehrer
- Schnurbein, Stefanie von (* 1961), deutsche Literaturwissenschaftlerin
- Schnurer, Georg (* 1960), deutscher JournalistGeorg Schnurer (* 1960)

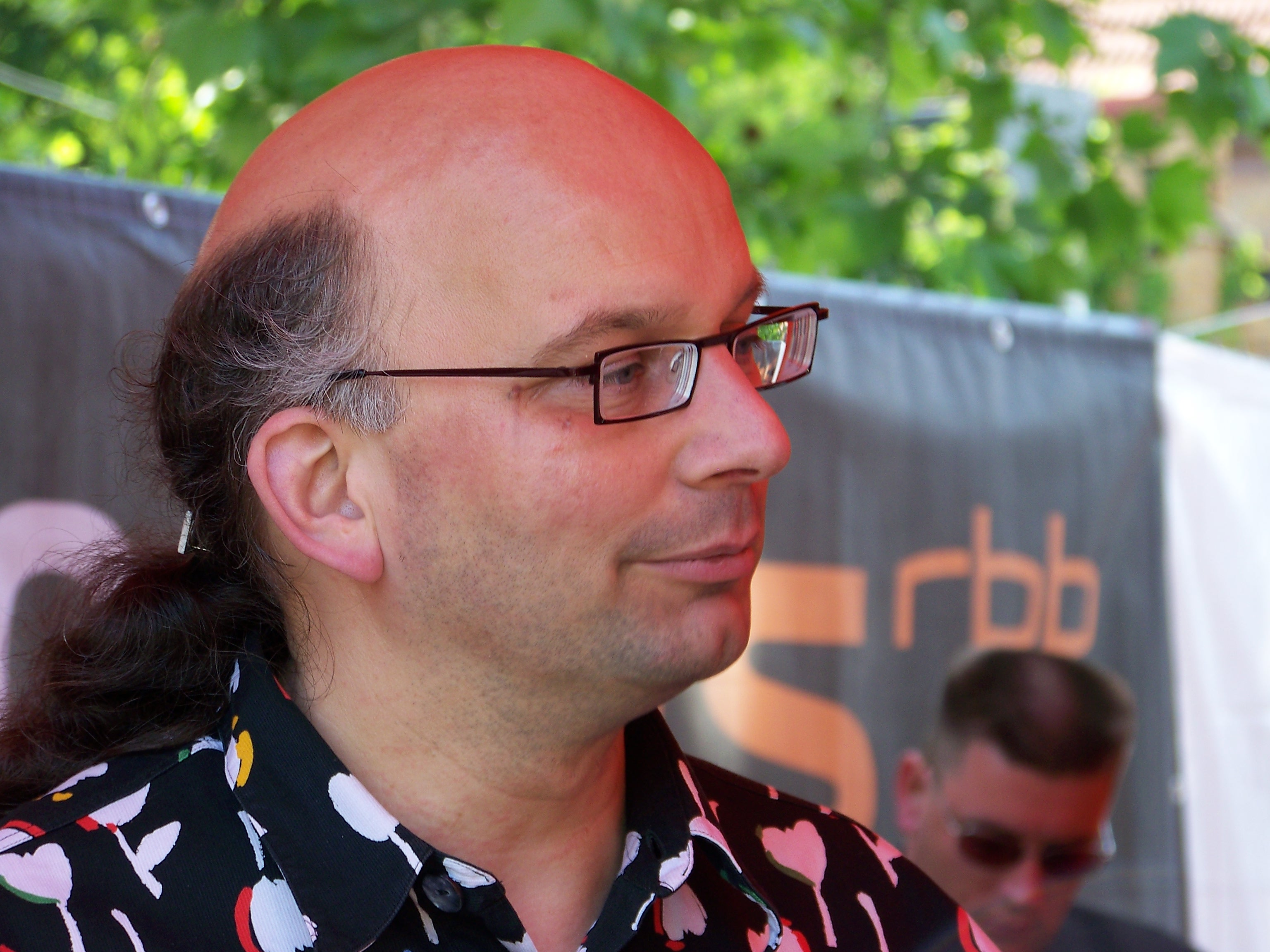
Georg Schnurer (* 1960)

- Schnürer, Gustav (1860–1941), deutscher Historiker
- Schnurer, Knut (1920–2007), deutscher Maler
- Schnürer, Lutz (* 1963), deutscher Fußballspieler
- Schnürer, Matthias Heinrich (* 1730), deutscher Hof- und Kunstmaler
- Schnürer, Olaf (* 1966), deutscher Fußballspieler
- Schnürer, Sascha (* 1979), deutscher Politiker (CSU)
- Schnürl, Karl (1924–2011), österreichischer Komponist, Musikwissenschaftler und Musikpädagoge
- Schnürle, Adolf (1897–1951), deutscher Ingenieur
- Schnürle, Fritz (1898–1937), deutscher Fußballspieler
- Schnürlen, Albert von (1843–1926), württembergischer General der Infanterie und Kriegsminister
- Schnurmann, Claudia (* 1957), deutsche Historikerin
- Schnurmann, Robert (1904–1995), deutsch-britischer Chemiker
- Schnurow, Sergei Wladimirowitsch (* 1973), russischer Musiker, Filmmusikkomponist und Schauspieler
- Schnürpel, Diana (* 1983), russische Opernsängerin
- Schnurpel, Heiko (* 1967), deutscher Sounddesigner
- Schnürpel, Peter (* 1941), deutscher Maler und Grafiker
- Schnurr, Ansgar (* 1977), deutscher Kunstpädagoge
- Schnurr, Christoph (* 1984), deutscher Politiker (FDP), MdB
- Schnurr, Dennis Marion (* 1948), US-amerikanischer Geistlicher, römisch-katholischer Erzbischof von Cincinnati
- Schnurr, Friedrich Wilhelm (1929–2017), deutscher Pianist und Hochschullehrer
- Schnurr, Hubert (* 1955), deutscher Politiker
- Schnurr, Ina (* 1971), deutsche Richterin am Bundespatentgericht
- Schnurr, Magdalena (* 1992), deutsche Skispringerin
- Schnurr, Peter Maria (* 1969), deutscher Koch
- Schnurr, Walther (* 1904), deutscher Chemiker
- Schnurrbusch, Heinz (* 1922), deutscher Fußballtorwart
- Schnurrbusch, Paul (1884–1973), deutscher Geiger und Konzertmeister
- Schnurrbusch, Volker (* 1958), deutscher Politiker (AfD)
- Schnurre, Karl (1898–1990), deutscher Diplomat
- Schnurre, Thilo (1884–1959), deutscher Bibliothekar
- Schnurre, Wolfdietrich (1920–1989), deutscher SchriftstellerWolfdietrich Schnurre (1920–1989)

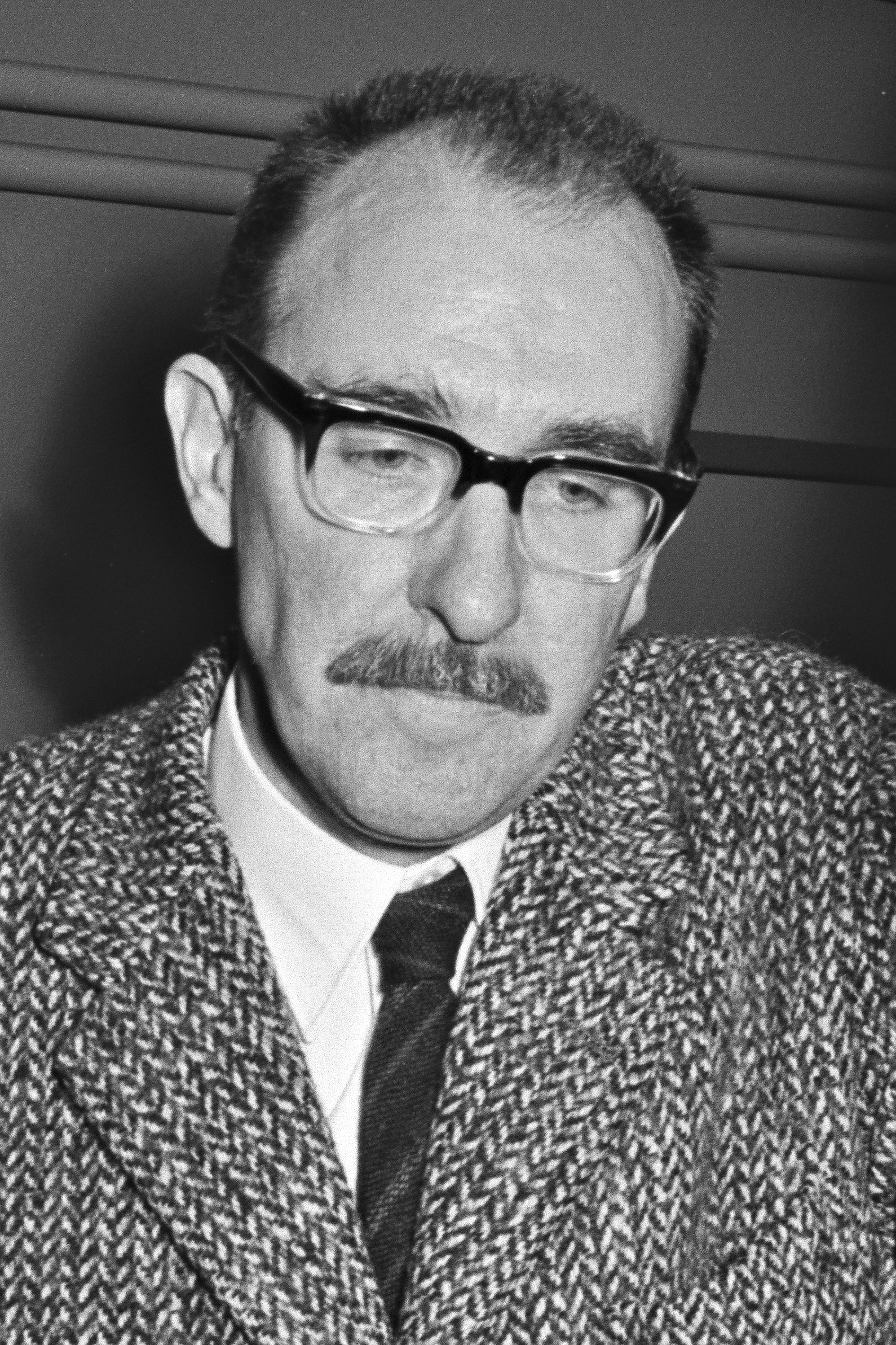
Wolfdietrich Schnurre (1920–1989)

- Schnurrenberger, Kurt (* 1932), Schweizer Radrennfahrer
- Schnurrer, Achim (* 1951), deutscher freier Journalist und Comic-Autor
- Schnurrer, Christian Friedrich von (1742–1822), deutscher Theologe
- Schnurrer, Friedrich (1784–1833), deutscher Mediziner und Epidemiologe, Leibarzt Herzog Wilhelms von Nassau in Biebrich
- Schnurrer, Josef (1909–1977), deutscher Unternehmer und kommissarischer Oberbürgermeister in Weiden in der Oberpfalz
- Schnurrer, Ludwig (* 1927), deutscher Archivar und Historiker
- Schnurrer, Paulina (* 2007), deutsche Schauspielerin
- Schnurrer, Thomas (* 1994), österreichischer American-Football Spieler auf der Position des Linebackers

### Schnus
- Schnuse, Friedrich Wilhelm (1812–1875), braunschweigischer Staatsanwalt und Politiker
- Schnuse, Wilhelm (1850–1909), deutscher Lehrer und Entomologe
- Schnusenberg, Josef (1941–2024), deutscher Fußballfunktionär

### Schnut
- Schnutenhaus, Otto R. (1894–1976), deutscher Wirtschaftswissenschaftler
- Schnütgen, Achim (1936–2002), deutscher Geologe
- Schnütgen, Alexander (1843–1918), deutscher Theologe, Priester und Kunstsammler
- Schnütgen, Alexander (1883–1955), deutscher Bibliothekar und Kirchenhistoriker
- Schnütgen, Rudolf (1872–1945), deutscher Architekt, Bauunternehmer und Gutsbesitzer
- Schnüttgen, Alfred (1930–1990), deutscher Ordensgeistlicher und Missionar